# Mario Muscat
Pour les articles homonymes, voir Muscat (homonymie).
Mario Muscat, né le 18 août 1976 à Paola à Malte, est un footballeur international maltais, évolue au poste de gardien de but.

## Biographie

### Sélection
Mario Muscat est convoqué pour la première fois par le sélectionneur national Milorad Kosanović pour un match amical face aux Émirats arabes unis le 15 novembre 1996 (0-0). 
Il compte 68 sélections et 0 but avec l'équipe de Malte entre 1996 et 2009.

## Palmarès

### En club
- Hibernians :
  - champion de Malte en 1994, 1995, 2002, 2009 et 2015
  - vainqueur de la Coupe de Malte en 1998, 2006, 2007, 2012 et 2013
  - vainqueur de la Supercoupe de Malte en 1994 et 2007.

### Récompenses
- Élu footballeur maltais de l'année en 1998.

## Référence
1. ↑  (en) « Fiche de Mario Muscat », sur eu-football.info